# جون وايتهيد (ملحن)
جون وايتهيد (بالإنجليزية: John Whitehead)‏ هو ملحن ومنتج أسطوانات وكاتب أغاني أمريكي، ولد في 10 يوليو 1948 في فيلادلفيا في الولايات المتحدة، وتوفي بنفس المكان في 11 مايو 2004.

## وصلات خارجية
- جون وايتهيد على موقع IMDb (الإنجليزية)
- جون وايتهيد على موقع ميوزك برينز (الإنجليزية)
- جون وايتهيد على موقع قاعدة بيانات برودواي على الإنترنت (الإنجليزية)
- جون وايتهيد على موقع إن إن دي بي (الإنجليزية)
- جون وايتهيد على موقع أول ميوزيك (الإنجليزية)
- جون وايتهيد على موقع ديسكوغز (الإنجليزية)